# روبرت لانغ (مجدف)
روبرت لانغ (بالإنجليزية: Robert Lang)‏ هو مجدف أسترالي، ولد في 18 أبريل 1955.

## وصلات خارجية
- روبرت لانغ على موقع الاتحاد الدولي للتجديف (الإنجليزية)
- روبرت لانغ على موقع أوليمبيديا (الإنجليزية)
- روبرت لانغ على موقع اللجنة الأولمبية الأسترالية (الإنجليزية)